# Agave schottii

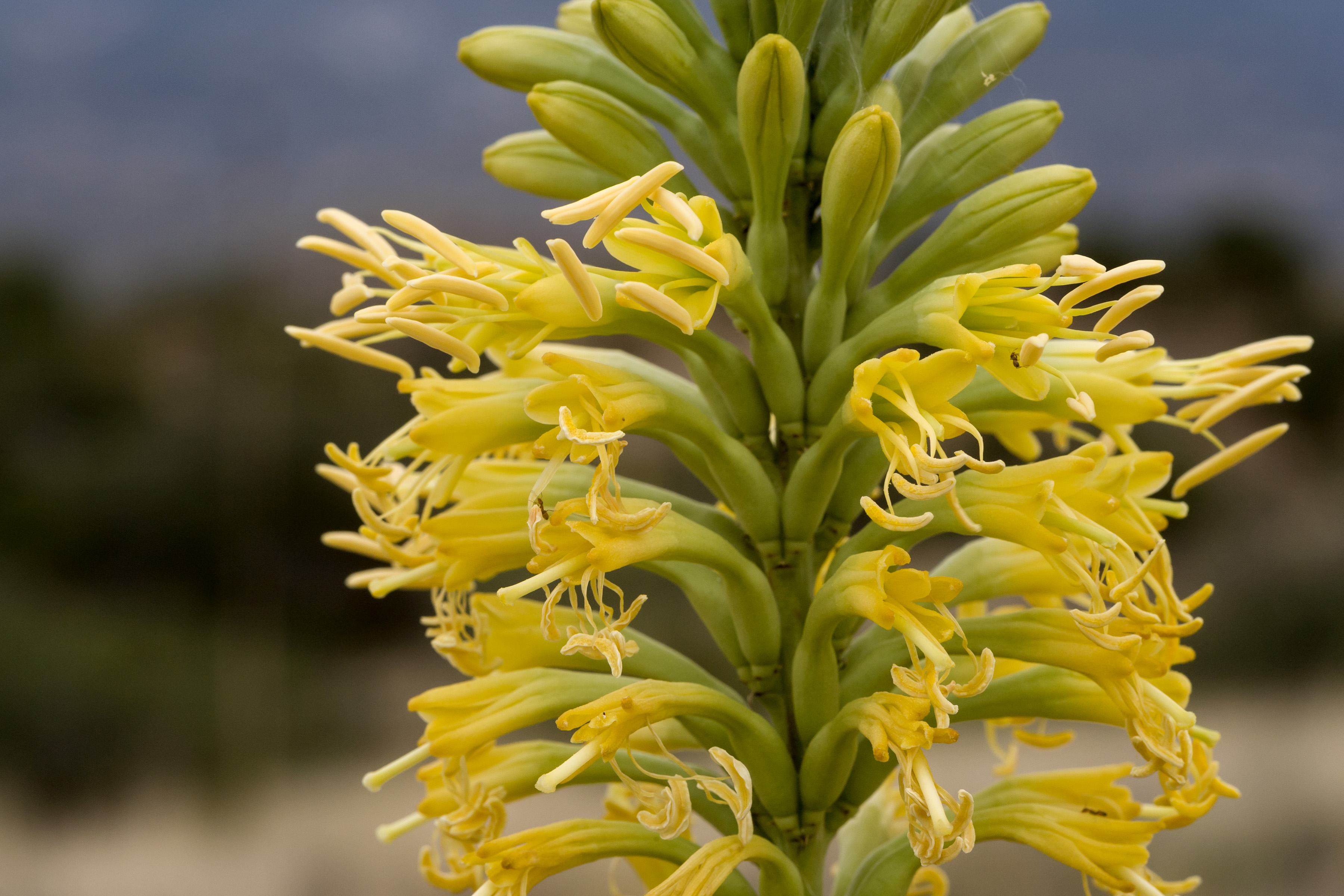
Blüten

Agave schottii ist eine Pflanzenart aus der Gattung der Agaven (Agave). Das Artepitheton schottii ehrt den deutschen Naturforscher und Pflanzensammler Arthur Schott, der an der Vermessung der Grenze zwischen den Vereinigten Staaten und Mexiko beteiligt war. Ein englischer Trivialname ist „Schott’s Agave“.

## Beschreibung
Agave schottii formt kleine, dichte Rosetten. Die schmalen, linealischen, biegsamen, variabel angeordneten, hell- gelbgrünen, spitz zulaufenden Blätter sind 25 bis 40 cm lang und 0,7 bis 1,2 cm breit. Die faserigen Blattränder formen eine braune Kante. Der graue Enddorn ist 0,8 bis 1,2 cm lang.
Der ährige, schlanke, gebogene Blütenstand wird 1,8 bis 2,5 m hoch. Die hellgelben Blüten sind 30 bis 40 mm lang und erscheinen an kräftigen Stielen in 1 bis 3 Blüten am Blütenstand variabel angeordnet. Die tief trichterige Blütenröhre ist 9 bis 14 mm lang.
Die runden bis spitzförmigen dreikammerigen Kapselfrüchte sind 1 bis 2 cm lang. Die schwarzen, variabel geformten Samen sind 3 bis 3,5 mm lang.
Die Blütezeit reicht von April bis August.

## Systematik und Verbreitung
Agave schottii wächst in Arizona und New Mexico in den Vereinigten Staaten sowie in Mexiko in Sonora und Chihuahua an steinigen Hängen, in Gras- und Waldland bis 900 m Höhe. Sie ist in der Regel mit zahlreichen Kakteen- und Sukkulentenarten vergesellschaftet.
Die Erstbeschreibung durch George Engelmann ist 1875 veröffentlicht worden. Agave schottii ist ein Vertreter der Sektion Parviflorae, welche die kleinsten Arten der Gattung mit einschließt. Typisch sind die langen, schmalen Blätter. Die Art ähnelt Agave felgeri, jedoch werden Unterschiede der Blütenstruktur deutlich. Agave schottii wird im Desert Botanic Garden in Arizona kultiviert.
Es werden folgende Varietäten unterschieden:
- Agave schottii var. schottii
- Agave schottii var. treleasei (Toumey) Kearney & Peebles